# Mitrasacme glaucescens
Mitrasacme glaucescens är en tvåhjärtbladig växtart som beskrevs av C.R. Dunlop. Mitrasacme glaucescens ingår i släktet Mitrasacme och familjen Loganiaceae. Inga underarter finns listade i Catalogue of Life.